# Acanthodasys
Genre
Acanthodasys est un genre de gastrotriches de la famille des Thaumastodermatidae.

## Liste des espèces
Selon World Register of Marine Species (25 juin 2025) :
- Acanthodasys aculeatus Remane, 1927
- Acanthodasys algarvense Hummon, 2008
- Acanthodasys arcassonensis Kisielewski, 1987
- Acanthodasys australis Bosco, Lourenço, Guidi, Balsamo, Hochberg & Garraffoni, 2020
- Acanthodasys caribbeanensis Hochberg & Atherton, 2010
- Acanthodasys carolinensis Hummon, 2008
- Acanthodasys comtus Lee, 2012
- Acanthodasys ericinus Lee, 2012
- Acanthodasys fibrosus Clausen, 2004
- Acanthodasys flabellicaudus Hummon & Todaro, 2009
- Acanthodasys lineatus Clausen, 2000
- Acanthodasys paurocactus Atherton & Hochberg, 2012
- Acanthodasys silvulus Evans, 1992

## Systématique
Ce genre a été décrit par Remane en 1927.

## Publication originale
- (de) Remane, 1927 : « Neue Gastrotricha Macrodasyoidea », Zoologische Jahrbücher Abteilung für Systematik, Ökologie, und Geographie der Tiere, vol. 54, p. 203-242.